# Monasterio Celeste
El Centro Deportivo Monasterio Celeste es un complejo deportivo que es de propiedad del Club Deportivo O'Higgins, ubicado en la comuna de Requínoa, en la Provincia de Cachapoal, en Chile, a sólo 24 kilómetros de Rancagua. Fue inaugurado a fines de mayo de 2014.
En 2014, fue considerado el complejo más moderno de Chile.En 2015, fue seleccionado por el sitio especializado 90Min como el cuarto mejore complejo de Sudamérica.

## Historia
Fue adquirido por O'Higgins en 2006 por USD 7,5 millones, bajo la presidencia de Ricardo Abumohor. En 2011, Abumohor presentó oficialmente el proyecto del complejo. El 3 de febrero de 2013 se inauguró con los "tijerales". Aunque la finalización de las obras estaba prevista inicialmente para 2013, distintos problemas —relativas a la financiación y a la poca urbanización del lugar—[cita requerida] tardaron los avances del recinto, que se finalizó a fines de marzo de 2014. 
El recinto acoge los entrenamientos del primer equipo y de los equipos inferiores del club. Durante los fines de semana, los equipos del fútbol base disputan sus partidos en el recinto, así como la actividad de otros deportes formativos. La Selección de fútbol de Chile realizó la pretemporada previa al inicio de la Copa América de 2015. La Selección de Fútbol de Venezuela concentró en este complejo para el mismo torneo que se realizó en Chile.

## Características

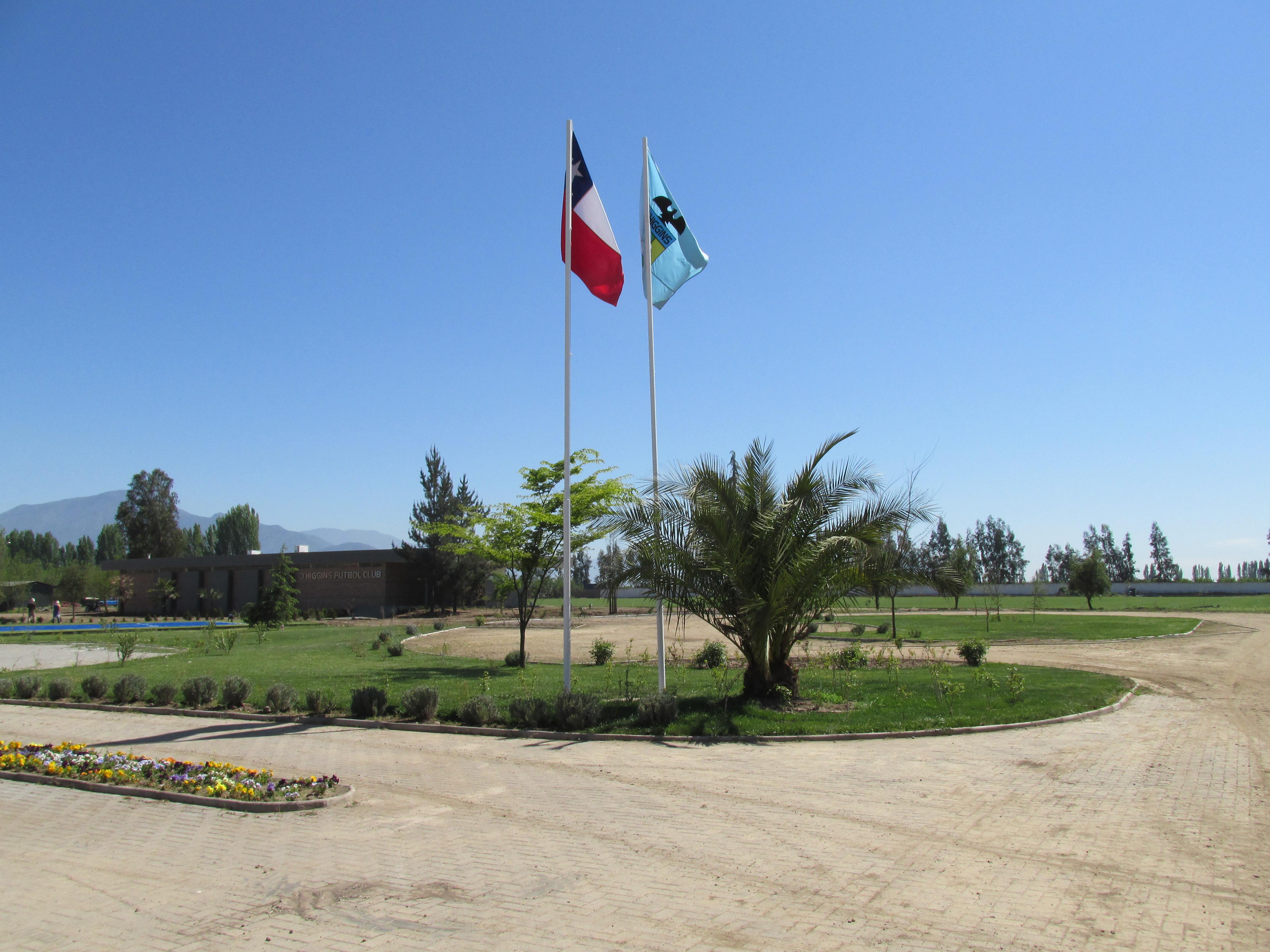
Ingreso al complejo.

Tiene una superficie de 16.839 m². Para el fútbol el complejo contiene 7 campos de fútbol, 2.000 metros cuadrados distribuidos en una zona de gimnasio, piscina, vestuarios, salas de reuniones, fisioterapia, crioterapia y despacho médico. Cuenta con una concentración de 23 habitaciones con capacidad para 30 personas. Un sector de trabajo técnico y terapéutico con un gimnasio, sala de masajes, kinesiología, hidroterapia, recreación, un consultorio médico, una piscina de rehabilitación, entre otros.
Contiene una cancha de pasto sintético certificada y aprobada por la Federación Internacional de Fútbol Asociado y canchas para el fútbol 7.

## Instalaciones
El área comprende:

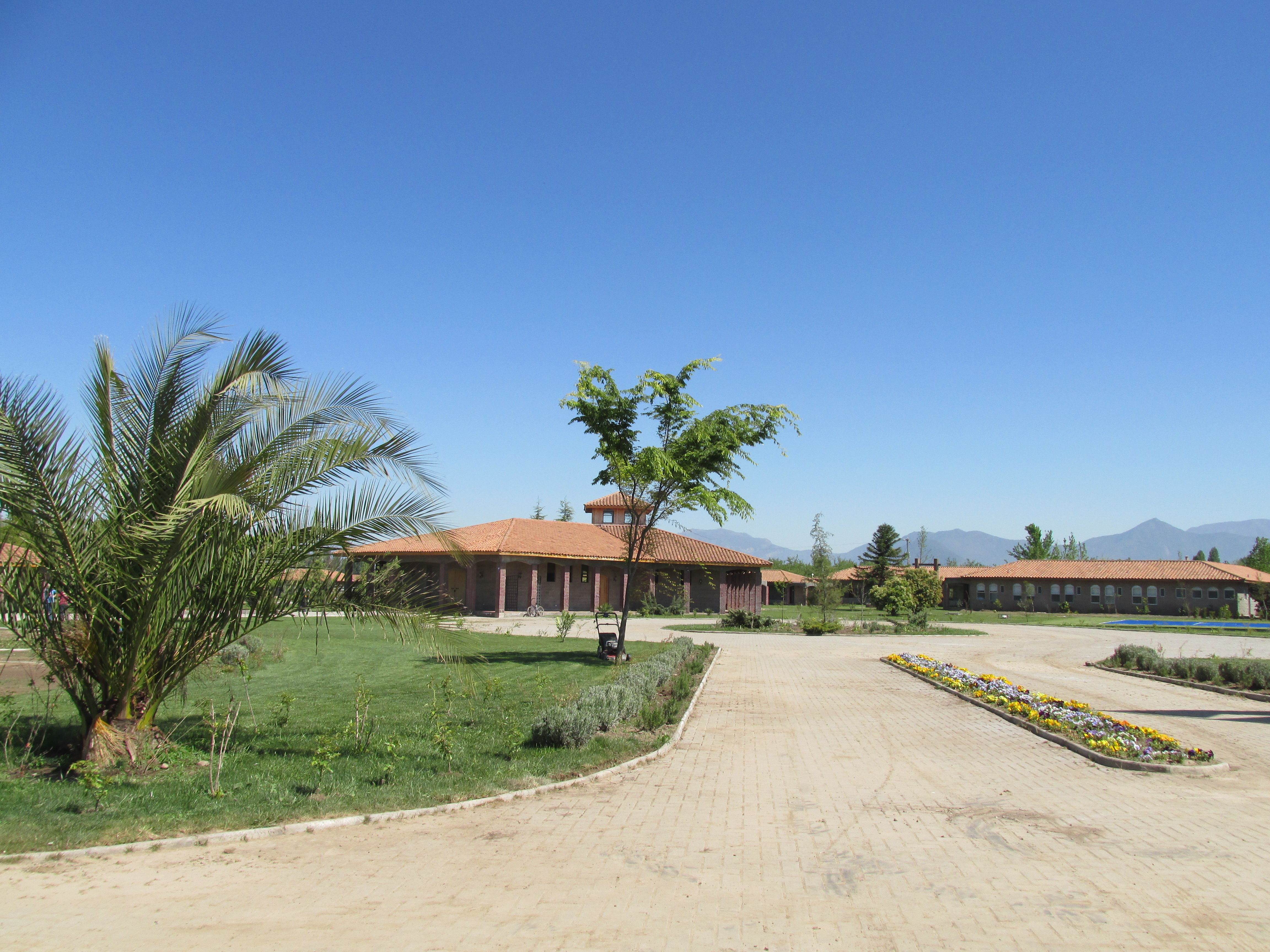
Monasterio Celeste.

- Campo 1: Fútbol (100 x 68 metros). Césped natural.
- Campo 2: Fútbol (100 x 65 metros). Césped natural.
- Campo 3: Fútbol (100 x 65 metros). Césped natural.
- Campo 4: Fútbol (100 x 65 metros). Césped natural.
- Campo 5: Fútbol (100 x 65 metros). Césped natural. Gradas con capacidad para 400 espectadores.
- Campo 6: Fútbol (100 x 65 metros). Césped natural. Gradas con capacidad para 400 espectadores.
- Campo 7: Fútbol (100 x 65 metros). Césped artificial.
- Edificio con vestuarios y servicios de Fútbol Profesional
- Edificio con vestuarios y servicios de Fútbol Joven
- Club House
- Zona de Fisioterapia
- Sala Médica
- Saunas
- Zona de vestuarios (Primer equipo y juveniles)
- Gimnasio (Plantel Profesional)
- Gimnasio (juveniles)
- Edificio de Utilería
- Sala de comunicaciones
- Hotel
- Casino
- Casa del jugador
- Sala de Prensa
- Administración
- Piscina (en proyecto)

## Cronología
- 2010: La directiva de Ricardo Abumohor empieza a proyectar la construcción del centro deportivo.
- Enero de 2010: Se compran los terrenos para construir este complejo deportivo.
- Noviembre de 2011: Bajo la presidencia de Ricardo Abumohor se decide que la centro deportivo se llame Monasterio Celeste, ya que era un centro católico donde se comenzó a construir.
- Enero de 2012: Comienzan las construcciones en el lugar.
- Febrero de 2013: Se cortan los tijerales.
- Octubre de 2013: Marcha blanca, el equipo profesional usa las instalaciones aunque el terreno aún no está terminado.
- Mayo de 2014: Inauguración oficial del centro deportivo.[2]

## Ubicación y acceso
El Monasterio Celeste está ubicado en el sector de Las Mercedes en la comuna de Requínoa, Provincia de Cachapoal, cerca de la ciudad de Rancagua. El recinto se encuentra a 24 km de la ciudad de Rancagua, en la localidad de Santa Lucila en Requínoa. Para acceder al recinto se debe viajar por la Autopista del Maipo y acceder por el camino "Las Mercedes".